# Гжмйонца (Нижньосілезьке воєводство)
Гжмйонца (пол. Grzmiąca) — село в Польщі, у гміні Глушиця Валбжиського повіту Нижньосілезького воєводства.
Населення — 559 осіб (2011).
У 1975-1998 роках село належало до Валбжиського воєводства.

## Демографія
Демографічна структура станом на 31 березня 2011 року:
|          | Загалом | Допрацездатний вік | Працездатний вік | Постпрацездатний вік |
| -------- | ------- | ------------------ | ---------------- | -------------------- |
| Чоловіки | 277     | 51                 | 204              | 22                   |
| Жінки    | 282     | 61                 | 161              | 60                   |
| Разом    | 559     | 112                | 365              | 82                   |